# Winzendorf-Muthmannsdorf
Winzendorf-Muthmannsdorf ist eine Marktgemeinde mit 1859 Einwohnern (Stand 1. Jänner 2025) im Bezirk Wiener Neustadt in Niederösterreich.

## Geografie
Winzendorf-Muthmannsdorf liegt im Industrieviertel in Niederösterreich am Rande des Steinfeldes. Die Fläche der Marktgemeinde umfasst 16,16 Quadratkilometer. 53,93 Prozent der Fläche sind bewaldet. Durch das Gemeindegebiet verlaufen die Fischauer Vorberge mit einer Höhe von bis zu 600 m. Charakteristisch für diese Hügel sind die Föhrenwälder mit Schwarzkiefern.
Winzendorf auf 350 m ü. A. ist der südliche Teil der Gemeinde auf der Wiener Neustadt zugewandten Seite der Fischauer Berge. Muthmannsdorf auf 400 m ü. A., der nördliche Teil der Gemeinde, liegt in der „Neue Welt“ am Fuße der Hohen Wand. Die Neue Welt ist ein ca. 9 Kilometer langes und bis zu 4 Kilometer breites nach allen Seiten abgeschlossenes Tal, das durch die Prosseth-Schlucht (auch Emmerberger-Klause) entwässert, in der sich der mittlere Teil der Gemeinde, die Ortschaft Emmerberg befindet. Winzendorf und Muthmannsdorf sind durch die hier durchführende Landesstraße L87 bzw. die VOR-Linie 336 verbunden.

### Gemeindegliederung
Das Gemeindegebiet umfasst folgende drei Ortschaften (in Klammern Einwohnerzahl Stand 1. Jänner 2025):
- Emmerberg (66)
- Muthmannsdorf (527)
- Winzendorf (1266)

Die Gemeinde besteht aus den Katastralgemeinden Emmerberg, Muthmannsdorf und Winzendorf.

## Geschichte

### Frühgeschichte

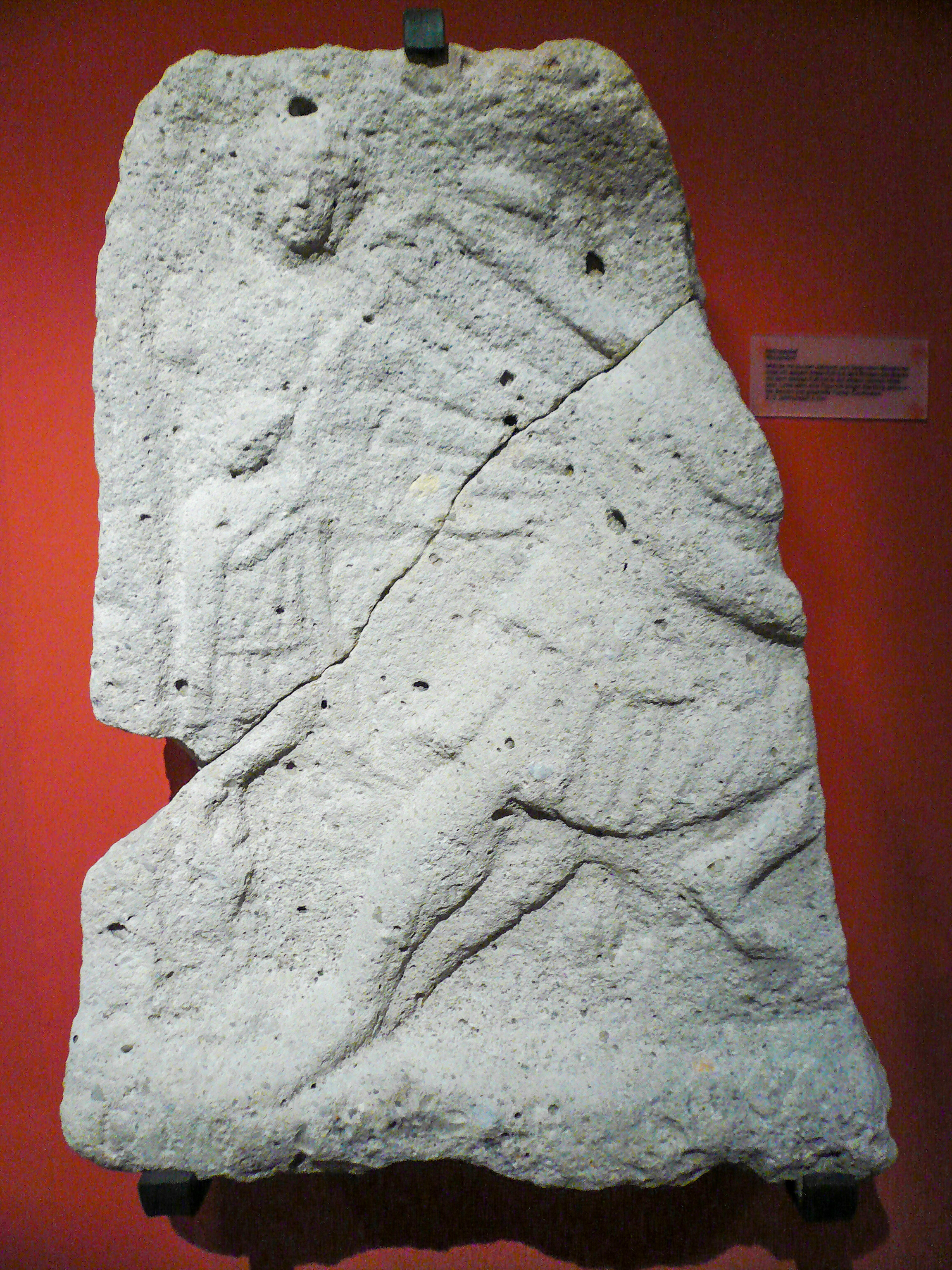
Mithrasaltar aus Winzendorf im Museum St. Peter an der Sperr

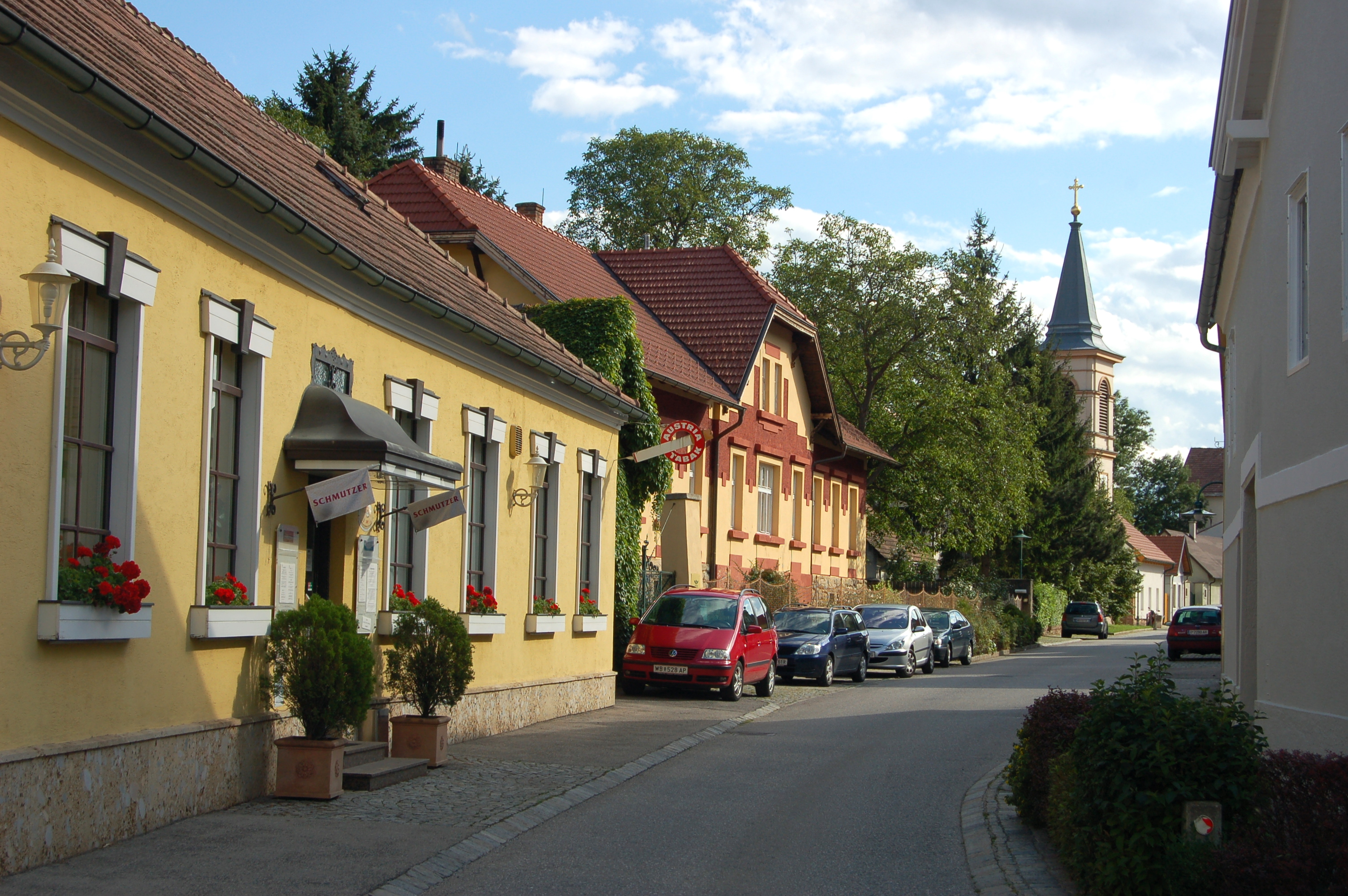
Winzendorf

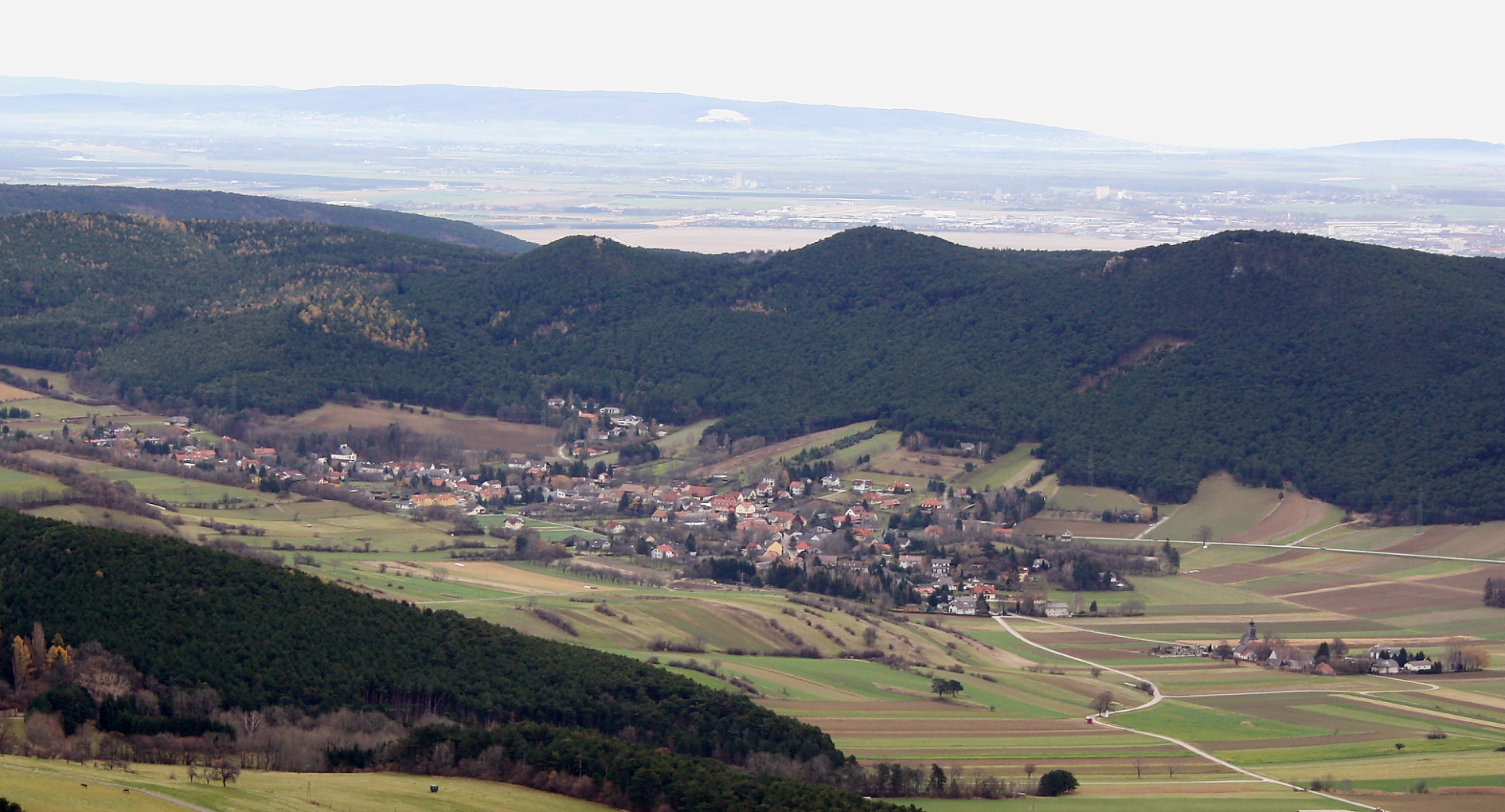
Muthmannsdorf

Winzendorf, Emmerberg und Muthmannsdorf um 1873 (links, Aufnahmeblatt der Landesaufnahme)

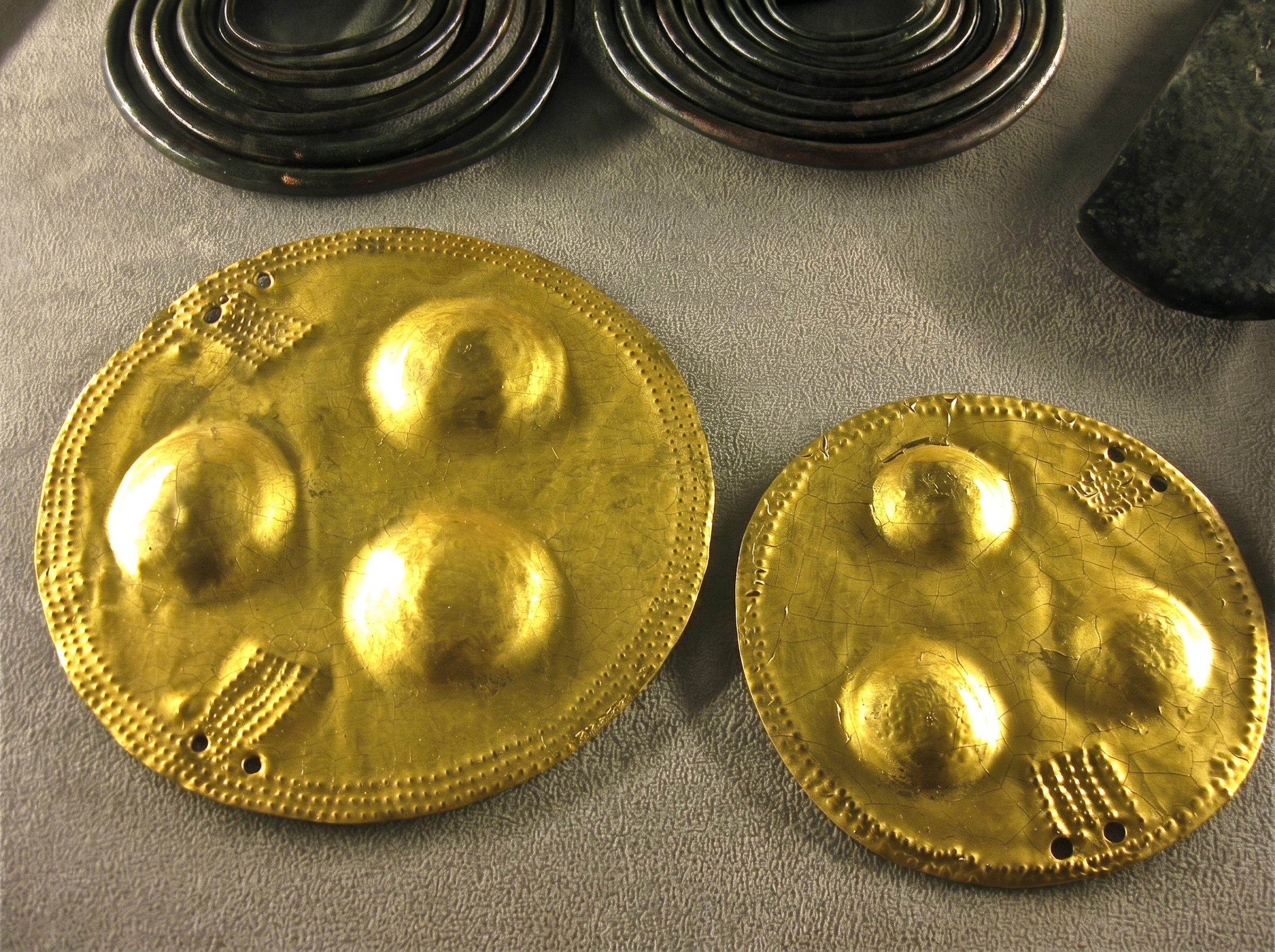
Die Goldscheiben von Stollhof

Die Gegend um Winzendorf-Muthmannsdorf ist – archäologisch belegt – seit mindestens 6000 Jahren besiedelt. 1975 wurden auf einem Acker Silices gefunden, aus der frühen Bronzezeit stammt ein Bronzeflachbeil und Hallstattscherben wurden auf dem Weg zur Ruine Dachenstein gefunden. Die Funde im westlichen und nördlichen Teil der Neuen Welt reichen bis in die Jungsteinzeit zurück. Die vielen Höhlen im Kalkstock der Hohen Wand sowie in den Fischauer Vorbergen boten den Menschen einen sicheren natürlichen Zufluchtsort. Zu den bekanntesten Fundplätzen gehört die Schwarzgrabenhöhle bei Maiersdorf (Gemeinde Hohe Wand). In den 1920er Jahren wurden dort vom Franz Mühlhofer Knochenwerkzeuge sowie die Knochen der Beutetiere der steinzeitlichen Jäger wie Höhlenbär, Höhlenlöwe, Höhlenhyäne, Mammut, Riesenhirsch, Wollnashorn, Rentier, Eisfuchs oder Schneehase gefunden. In einer weiteren Höhle am Fuße der Hohen Wand, in der „Rauchlukn“ fand man eine neolithische Schicht mit Tonscherben und einem Bruchstück eines Tonlöffels. Reste einer sehr alten Behausung (Wohnringe) gibt es unweit der Kirche in Maiersdorf.
Außergewöhnlich ist der Depotfund von Stollhof aus dem Jahre 1864. Die zwei Goldscheiben (aus Südosteuropa) sind der zweitältesten Goldfund der Welt und namensgebend für ähnlichen Schmuck (Typ Stollhof). Kupferschmuck und Goldscheiben beeindrucken nicht nur als Schmuckstücke, sondern zeigen die frühe Nutzung von Bodenschätzen der Gegend.
Im Bereich der Malleiten, ca. 7 km nordöstlich in den Fischauer Vorbergen bei Dreistetten reichen die ältesten Funde bis ins 5. Jahrtausend vor Christus zurück. Später in der Urnenfelderkultur und Hallstattzeit (ca. 1300–450 v. Chr. v. Chr.) gab es dort eine Höhensiedlung. Das bekannteste Fundstück ist ein Feuerbock (Mondidol) von ca. 800 Chr. v. Chr. Vor Christi Geburt war das Gebiet Teil des keltischen Königreiches Noricum und gehörte zur Umgebung der keltischen Höhensiedlung Burg auf dem Schwarzenbacher Burgberg. In der Römerzeit lagen die heutigen Orte Winzendorf und Muthmannsdorf in der Provinz Pannonia. Auf Basis von Funden aus der Römerzeit konnte im Raum Wiener Neustadt ein Netz von Straßen und lokalen Verkehrswegen rekonstruiert werden, das auch die Gemeinde Winzendorf-Muthmannsdorf einschloss. Noch heute erinnert der „Römerweg“, der von Brunn nach Willendorf führte, daran. Für Winzendorf kann man aufgrund der vielen Funde von einer Siedlung (vicus) ausgehen. In Muthmannsdorf gibt es weniger Funde, die auf eine römische Siedlung hindeuten. Es ist aber wahrscheinlich, dass durch die „Neue Welt“ eine Römerstraße von Vösendorf / Sollenau kommend über Dreistetten, Muthmannsdorf, Würflach weiter nach Neunkirchen ging. Ein Stiertötungs-Relief aus der Mitte des 3. Jahrhunderts, das um 1886 in Winzendorf gefunden wurde, zeugt vom römischen Mithraskult in der Gegend. Mit der Durchsetzung des Christentums im Römischen Reich verschwand diese nur von Männern an meist abgelegenen Orten wie Höhlen praktizierte Religion innerhalb weniger Generationen. Neben den Reliefplatten wurde in einem Weingarten auch eine Votivara aus Kalkstein gefunden, die dem Mithras von einem Stallmeister der 10. Legion geweiht war.
Bis zum 12. Jahrhundert liegen bisher keine schriftlichen Aufzeichnungen vor. Orts-, Gewässer- und Siedlungsnamen zeigen, dass sich im Gebiet der Gemeinde Winzendorf-Muthmannsdorf Slawen und vorbayerisch-germanische Stämme niedergelassen hatten.
Muthmannsdorf wurde zwischen 1107 und 1122 erstmals urkundlich erwähnt. In der Gründungsurkunde für die ca. 9 km entfernte Pfarre Waldegg scheint 1136 ein gewisser „Hiltegrunn de Mutinesdorf“ als Zeuge auf. Sein Amtssitz könnte der so genannte „Burgstall“ östlich im Wald oberhalb von Muthmannsdorf gewesen sein. Die erstmalige urkundliche Erwähnung von Winzendorf fällt in den Zeitraum von 1157 bis 1163. Sie findet sich in einer Urkunde, mit der der Bischof Konrad von Passau anlässlich eines Rechtsstreits den Besitz der Weingärten geregelt hatte.
Bereits im 13. Jahrhundert waren die Bewohner von Muthmannsdorf Untertanen der Herrschaft Starhemberg. Im ältesten „Urabar“ wird 1438 das „amt ze Mutmanntarff“ mit 19 behausten Untertanen verzeichnet. 1422 wird in einem Lehensbrief für Heinrich Wolfsohler eine Anzahl von Bewohnern des Dorfes Winzendorf als Untertanen des „Stubenbergischen Lehens“ namentlich angeführt. Für das 15. Jahrhundert ist für Winzendorf ein Bestand von 13 Häusern nachzuweisen. In diesem Jahrhundert ging der Besitz der Stubenberger an das ritterliche Geschlecht der Teufel über, die bereits 1377 die Stiftung einer Wochenmesse für die „capella beatae virginis Mariae in Winssendarff“ tätigten. Die Familie der Teufel hatte spätestens im 14. Jahrhundert Eigentumsrechte über Untertanen in Winzendorf und sich nach dem Ort benannt. Das Bereitungsbuch des Jahres 1580–1891 führt für Muthmannsdorf 30 Häuser der Herrschaft Starhemberg neben 18 Häusern anderer Herrschaften an.
Nachdem bis ins 18. Jahrhundert das Schulwesen vor allem als Aufgabe der Kirche gegolten hatte, maß man zur Zeit Maria Theresias und Kaiser Josephs II. dem Schulwesen im ländlichen Raum große Bedeutung bei. Die bestehenden Pfarrschulen wurden in Trivialschulen umgewandelt. Während in Muthmannsdorf eine Pfarrschule bestand, mussten die Kinder aus Winzendorf die Volksschule in St. Egyden besuchen, was jedoch auf Grund der schlechten Wegverhältnisse oft nur selten oder gar nicht möglich war.
Gegen Ende des 18. Jahrhunderts gab es in Muthmannsdorf 52 Häuser, während in Winzendorf lediglich 19 Häuser verzeichnet waren. Für die weitere räumliche Entwicklung der beiden Ortschaften hatte sich jedoch die Verteilung des Gemeindegrundes als sehr wesentlich erwiesen. Während dieser in Winzendorf sehr günstig entlang der heutigen Hauptstraße und der Weikersdorfer Straße lag, gab es im geschlossenen Muthmannsdorfer Ortsgebiet keinen Gemeindegrund. Daraus resultierend kam es in den nächsten Jahrzehnten in Winzendorf zu einer beachtlichen Ortserweiterung. Das war sicher mit ein Grund, dass Winzendorf noch vor Erbauung der Schneebergbahn bis 1890, was die Häuserzahl anbelangte, mit Muthmannsdorf gleichziehen konnte und in der Einwohnerzahl Muthmannsdorf sogar übertraf.

### 19. Jahrhundert
Im Jahr 1840 verzeichnete ein pfarrliches Verzeichnis 60 Häuser in Muthmannsdorf. Ab der Mitte des 19. Jahrhunderts hielt die Industrialisierung Einzug, als neben dem Frauenbach in Winzendorf das erste Fabriksgebäude errichtet wurde. 1842 baute es Carl Fruhmann als Furnierschneidemühle aus.
Im Jahre 1854 wurden Winzendorf, Muthmannsdorf und Emmerberg als jeweils selbständige Ortsgemeinden eingerichtet. Emmerberg erwies sich als jedoch nicht lebensfähig und wurde bereits 1865 mit der Ortsgemeinde Muthmannsdorf wiedervereinigt. 1880 schied Emmerberg jedoch aus der Ortsgemeinde Muthmannsdorf wieder aus und schloss sich Winzendorf an.
1881 wurde von Schulleiter Josef Herzog die Freiwillige Feuerwehr Winzendorf gegründet. Nur zwei Jahre später wurde von Alfred Simic (Reichsritter von Hohenblum) und Bergverwalter Pawlowitsch die Feuerwehr Muthmannsdorf gegründet.

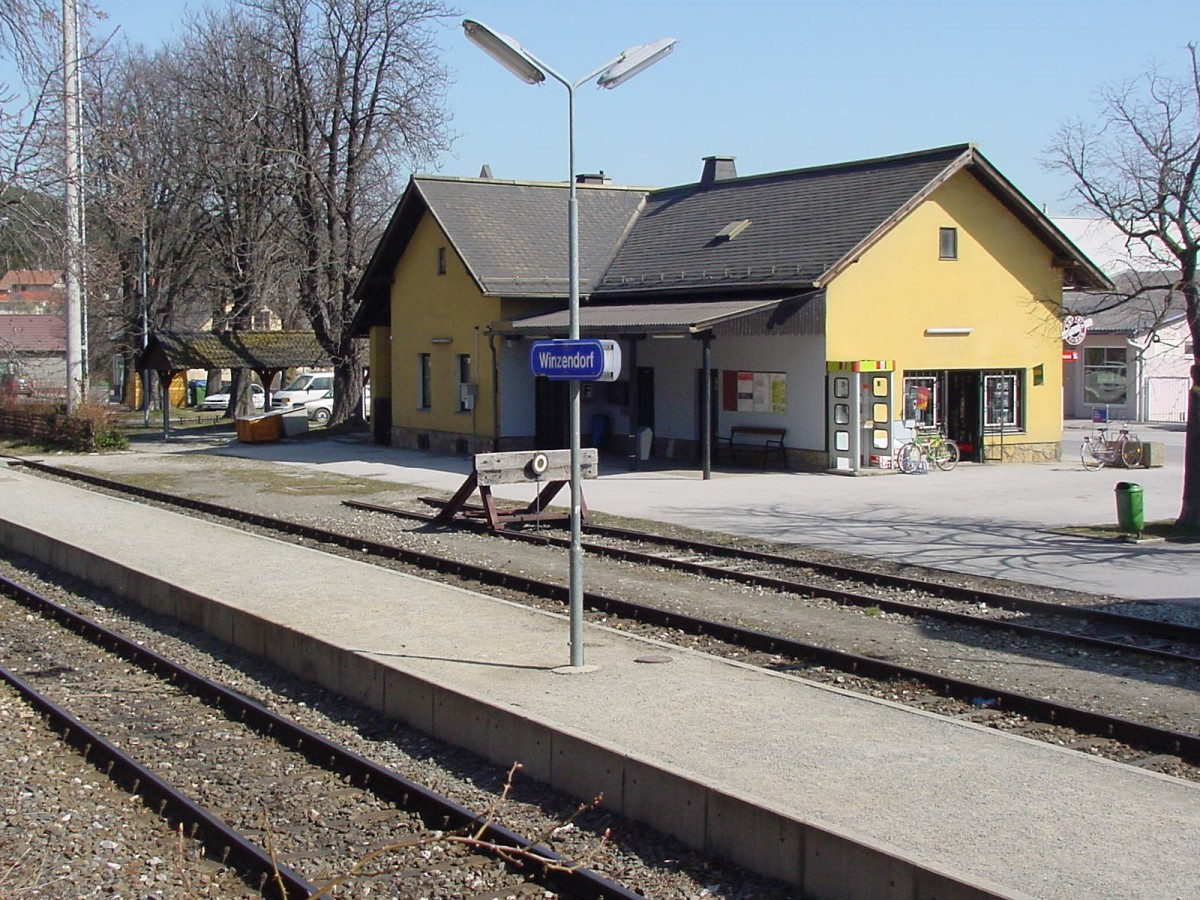
Bahnhof Winzendorf an der Schneebergbahn

Durch die Eröffnung der Schneebergbahn am 14. April 1897 entwickelte sich Winzendorf auch zur Fremdenverkehrsgemeinde.

### 20. Jahrhundert
Im Jahre 1914 wurden 300 Sommergäste gezählt. Die Verkehrsanbindung mit der Eisenbahn und die Nähe zu den Wöllersdorfer Werken und den Pulverfabriken am Steinfeld führten auch dazu, dass der Wiener Zündmaschinenfabrikant Schaffler 1920 in Winzendorf ein Zweigwerk für die Produktion elektrischer Minenzünder errichtete. Mit der Firma Schaffler & Co. hatte Winzendorf einen wichtigen Arbeitgeber für die Region. Die Fabrik wurde 2008 an die Firma Hirtenberger verkauft.
Ebenfalls zu einem wichtigen Arbeitgeber der Region wurde das Genesungsheim Felbring, das in den Jahren ab 1910 als „Erholungsheim der registrierten Hilfskasse 'Einigkeit', Wien I, Johannesgasse 4“ entstand. Das später auch als Heilstätte für Kriegsinvalide geführte Sanatorium war eine kleinere der Lungenheilanstalten im östlichen Alpenvorland, zu denen auch weltbekannte Sanatorien wie das Sanatorium Wienerwald oder das feudale Privatsanatorium am Hochegg zählten. Ursprünglich aus mehreren kleinen Pavillons bestehend, erlebte das von der Bevölkerung „die Felbring“ genannte Genesungsheim eine Blütezeit als „Genesungsheim Felbring der Allgemeinen Invaliden Versicherungsanstalt“ (später „Genesungsheim Felbring der Versicherungskasse für Industrie Angestellte“), in den späten Zwanzigerjahren des vorigen Jahrhunderts, die 1926 im Bau eines architektonisch interessanten Haupthauses gipfelte, das auch die Pavillons in ein einheitliches Erscheinungsbild integrierte. In den späten Jahren des Zweiten Weltkrieges diente die Lungenheilanstalt als Fliegerlazarett und wurde 1971, nach der Eröffnung des Herz-Kreislauf-Zentrums 1968, bis auf ein heute noch erhaltenes Fragment abgebrochen und neu gebaut. Ebenfalls noch existent ist die Einfriedungsmauer mit dem imposanten Einfahrtstor, das bis dato eine kleine Ahnung von der architektonischen Qualität der ehemaligen Lungenheilanstalt vermittelt.
Dessen ungeachtet hatte auch Winzendorf in den Jahren nach dem Ersten Weltkrieg schwere Zeiten zu überstehen. Während der Zeit des Zweiten Weltkriegs hatte auch Winzendorf-Muthmannsdorf zahlreiche Verluste in der Bevölkerung erlitten. Zu Ostern 1945 marschierten sowjetische Truppen zuerst in Winzendorf und einen Tag später in Muthmannsdorf ein. Durch die Kampfhandlungen wurden in Winzendorf 32 Häuser eingeäschert. In Muthmannsdorf wurden 17 Häuser total und 45 schwer beschädigt. Nach Kriegsende wurde in Muthmannsdorf auf Wunsch der Bevölkerung der Maurer Johann Zwickl als Bürgermeister eingesetzt, der jedoch am 17. Oktober 1945 von russischen Soldaten erschlagen wurde.
Erst 1947 konstituierten sich in beiden Gemeinden auf Grund der tatsächlichen Stimmenverhältnisse die Gemeindeführungen. Bereits 1948 war es in Winzendorf möglich, das durch Brand zerstörte Volksschulgebäude wieder aufzubauen und 1953–1954 eine vierklassige Hauptschule einzurichten. Muthmannsdorf hatte dagegen damit zu kämpfen, dass die sowjetische Besatzung nach Kriegsende alle Maschinen im Steinbruch auf dem Engelsberg beschlagnahmt und verschleppt hatte. Ein weiterer Tiefschlag war, dass 1951 der Steinkohlenbergbau „Gute Hoffnung“ stillgelegt werden musste.
Das einschneidendste Ereignis der kommunalen Entwicklung war der 1969 erfolgte freiwillige Zusammenschluss der bis dahin selbständigen Gemeinden Winzendorf und Muthmannsdorf zur neuen Gemeinde „Winzendorf-Muthmannsdorf“. Der Winzendorfer Bürgermeister Johann Geiger wurde in seinem Amt bestätigt. Neuer Vizebürgermeister wurde der Muthmannsdorfer Gemeinderat Franz Mahrer. Nachdem in Winzendorf bereits seit 1959 eine Ortswasserleitung bestanden hatte, war es vordringlichste Aufgabe der neuen Gemeindeführung, auch in Muthmannsdorf die Wasserversorgung sicherzustellen. Der Schulstandort wurde 1974 mit einer Erweiterung der Hauptschule und 1977 mit dem Neubau der Volksschule verbessert.
Mit Beschluss des Niederösterreichischen Landtages vom 8. Juli 1976 wurde Winzendorf-Muthmannsdorf über Ansuchen der Gemeinde der Titel Marktgemeinde verliehen. Die offiziellen Feierlichkeiten der Markterhebung fanden am 19. Mai 1977 statt.
Im Jahr 1982 wurde eine Mutterberatungsstelle ins Leben gerufen, 1983 eine Schulsportanlage ihrer Bestimmung übergeben und 1990 ein Kinderspielplatz angelegt. 2005 wurde ein neuer größerer Kinderspielplatz angelegt.

### Ehemalige Steinbrüche

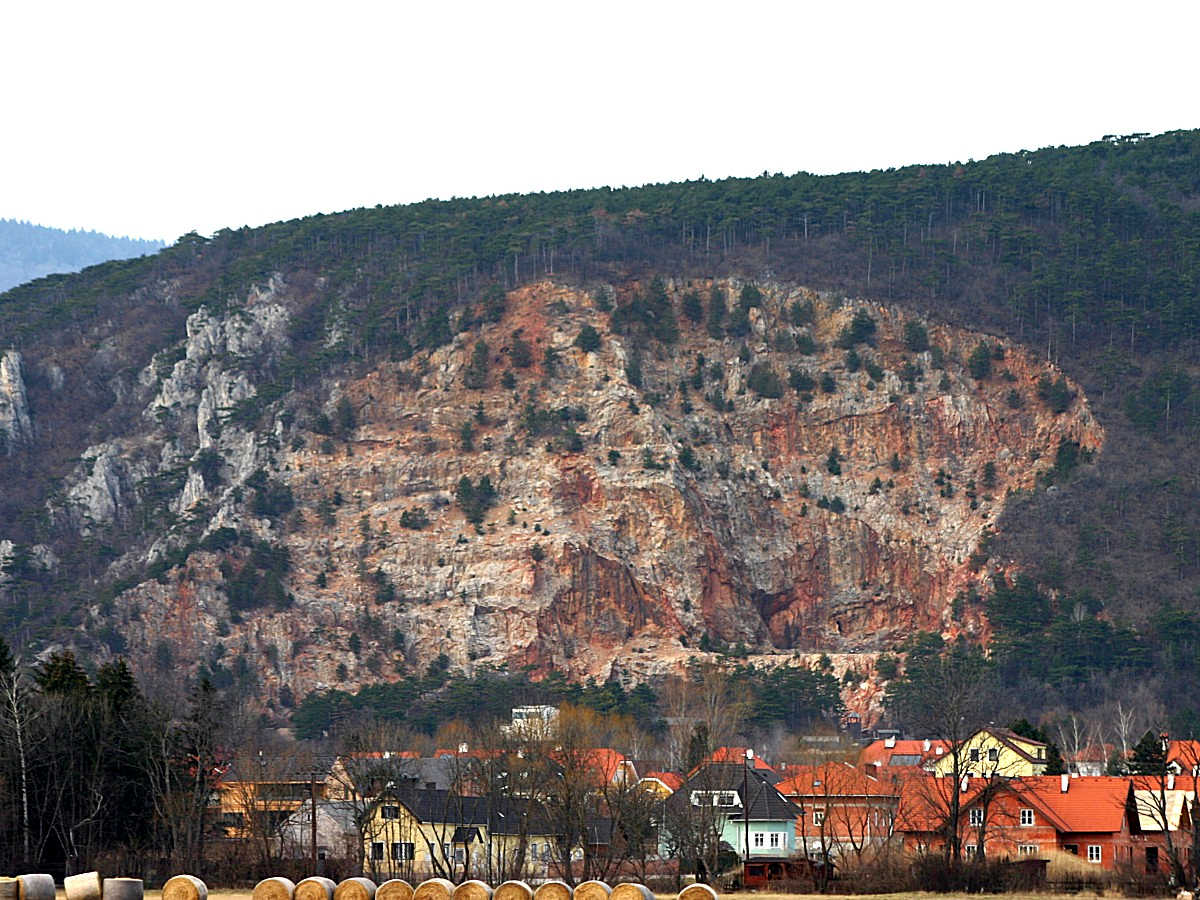
Das „Wahrzeichen“ der Gemeinde Winzendorf-Muthmannsdorf, der aufgelassene Kalksteinbruch, ist schon weithin zu sehen

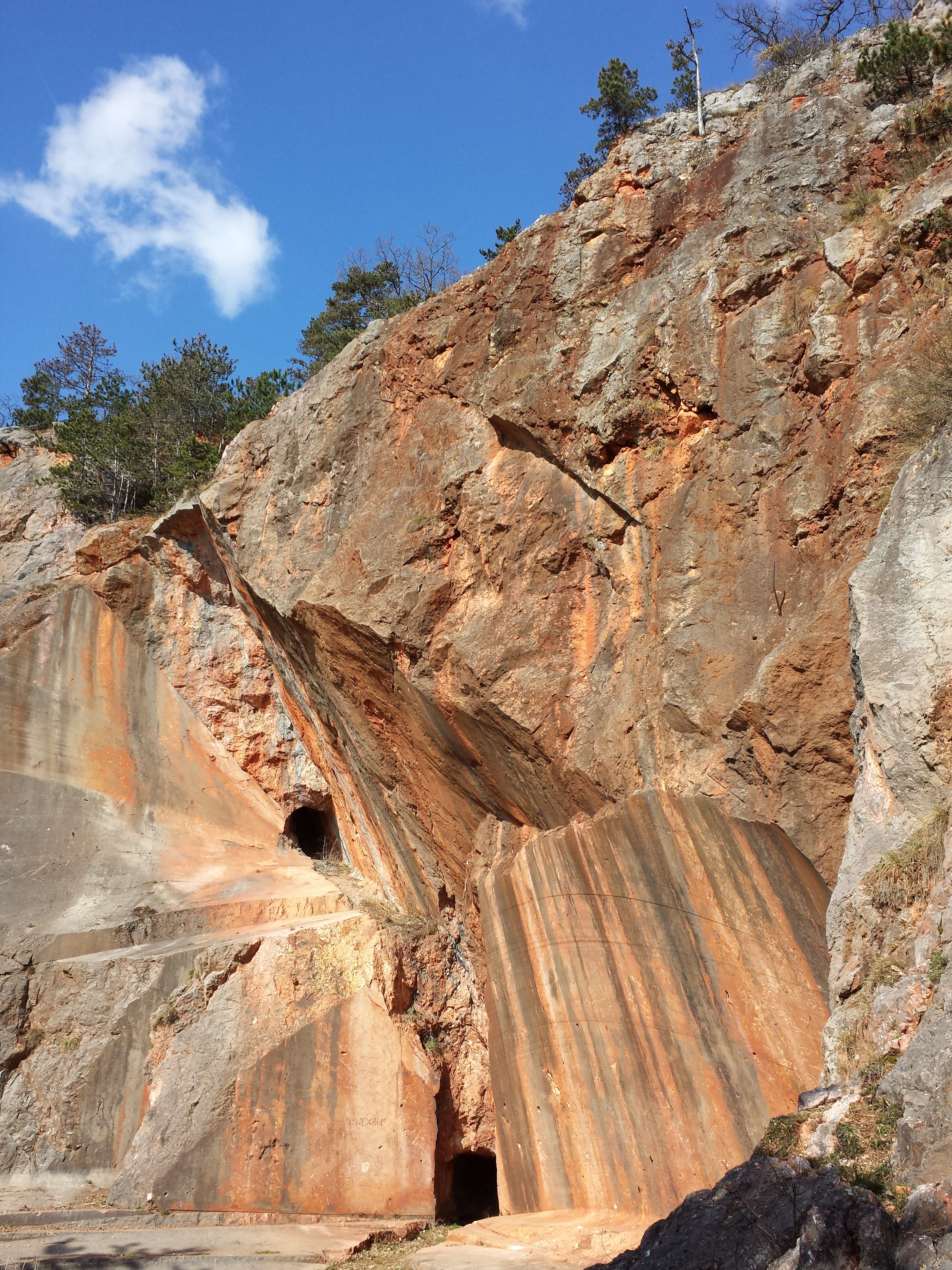
Das Geotop Engelsberg

- Kalksteinbruch: Um 1850 wurde von der Firma Alexander Curti in Muthmannsdorf ein Portlandzementwerk errichtet. 1872 beteiligte sich Alexander Curti am Kalkwerk des Johann Nothaft in Winzendorf. 1874 ließ er schließlich die Muthmannsdorfer Zementfabrik stilllegen und konzentrierte sich ausschließlich auf das verkehrsmäßig wesentlich günstiger gelegene Kalkwerk in Winzendorf. Neben der Urschendorfer Spitzenfabrik wurde das Kalkwerk zur wichtigsten Erwerbsquelle der Winzendorfer Bevölkerung. Dieser Kalksteinbruch prägt auch heute noch weithin sichtbar das „Gesicht“ von Winzendorf. Die Kalksteingewinnung wurde 1971 eingestellt. Nachdem der stillgelegte Steinbruch einige Jahre brach gelegen war, wurde dieser ab 1993 zur Bühne für die jährlich stattfindenden „Karl May Festspiele“.

- Marmorsteinbruch: Am Südostabfall des Engelsberges, zur Katastralgemeinde Muthmannsdorf gehörend, befindet sich der Engelsberger Steinbruch, von dem von 1698 bis 1943 Marmor abgebaut wurde. Heute finden im Marmorsteinbruch nur mehr Bildhauersymposien statt. In den Jahren 1997 und 1998 wurde der Steinbruch vom Wildwuchs befreit, bis zum felsigen Untergrund abgegraben, geodätisch vermessen und mit Informationstafeln versehen. Am 7. Juni 1998 wurde er feierlich als „Geotop“ und technisches Denkmal der Öffentlichkeit präsentiert. Das Engelsberger Geotop, das sowohl von Winzendorf als auch von Muthmannsdorf leicht erreichbar ist, ist nicht nur eine Sehenswürdigkeit, sondern auch ein beliebtes Ausflugsziel.

### Pfarre Muthmannsdorf
Für die Pfarre Muthmannsdorf ist zunächst kein genaues Pfarrgründungsdatum überliefert – eine erste urkundliche Erwähnung findet die Pfarre 1220, welche damals zum Dekanat Steinfeld gehörte. Umstritten ist eine Urkunde aus dem Jahr 1136, welche sowohl als Gründungsurkunde der Pfarre Muthmannsdorf, als auch der Pfarre Waldegg beansprucht wird. Richtig scheint jedoch zu sein, die Urkunde als Gründungsurkunde der Pfarre Muthmannsdorf anzusehen, wie dies nicht zuletzt auch die Überlieferungsgeschichte der Urkunde im Stift Seckau spiegelt. Als Gründer der in der Urkunde nicht namentlich genannten Pfarre, erscheint Adalram von Waldeck, der aus dem Geschlecht der Herren von Traisen (Niederösterreich), einem Zweig der Aribonen, stammte, Besitzungen in der Gegend von Waldeck hatte und Gründer des Chorherrenklosters Seckau war. Muthmannsdorf scheint von Beginn an eine salzburgische Pfarrgründung gewesen zu sein, wovon zunächst das Patronat St. Peter zeugt. Des Weiteren scheint Muthmannsdorf im Liber decimationis 1285 als Salzburger Pfarre auf.
Nach dem Tod des Pfarrgründers Adalram von Waldeck, der ohne berechtigte Erben gestorben war, geht das Patronatsrecht der Pfarre höchstwahrscheinlich an die Traungauer und von ihnen dann an die Babenberger über. Durch die Heirat mit Margarete erhält schließlich Ottokar II. Přemysl die Pfarre, der sie 1254 dem Bischof von Seckau übergibt. 1269 wird diese Schenkung durch Ottokar von Znaim bestätigt, wodurch das Patronatsrecht über Muthmannsdorf nun dem Bistum Seckau gehörte. Bereits weniger als hundert Jahre später kam es erneut zu einer Veränderung: durch einen Pfarrtausch ging Muthmannsdorf 1358 vom Bistum zur Abtei Seckau über. In diese Zeit fällt auch die Ausgestaltung der Kirche mit romanischen Fresken, welche 1939 wiederentdeckt wurden.
1662 verkaufte die Abtei Seckau aus unbekannten Gründen – möglicherweise spielten durch Bautätigkeiten hervorgerufene finanzielle Probleme oder der Wunsch, sich von weit entfernten Pfarren zu trennen, eine Rolle – die Pfarre samt dem dazugehörigen Gut Strelzhof an das Stift Neukloster in Wiener Neustadt. Der erste in der Pfarrchronik genannte Pfarrer von Muthmannsdorf aus dem Stift Neukloster war Edmund Quiquet.
Unter Joseph II. kam es 1782 erneut zu einer Änderung für die Pfarre, da Muthmannsdorf nun der Diözese Wiener Neustadt zugeordnet wurde, und zwar ab 1783 als Hauptpfarre mit der Filiale Maiersdorf, die nach Wunsch der dortigen Pfarrgemeinde von der Pfarre Muthmannsdorf getrennt und zu einer Lokalkaplanei erhoben wurde. Hatte das Pfarrgebiet von Muthmannsdorf ursprünglich die gesamte „Neue Welt“, mit den Ortschaften Muthmannsdorf, Gaaden, Stollhof, Maiersdorf, Zweiersdorf und Netting mit Dachstein und Emmerberg umfasst, so gehörten nach dieser Abspaltung nur noch Muthmannsdorf selbst, Stollhof, Gaaden und Emmerberg zum Pfarrsprengel. Die Diözese Wiener Neustadt wurde jedoch 1785 aufgelöst; Muthmannsdorf und Umgebung kam zum Erzbistum Wien.
Ab 1796 wurde die Lokalkaplanei Maiersdorf aufgrund eines akuten Personalmangels des Stifts Neukloster wieder vom Pfarrer von Muthmannsdorf mitbetreut, was zu jahrzehntelangen Protesten der Pfarrgemeinde beim Wiener Erzbischof führte. 1817 konnte die Gemeinde erreichen, dass sie einen eigenen Provisor aus dem Säkularklerus für ihren Ort gestellt bekam. Von einem Pfarrer aus dem Stift Neukloster konnte die Lokalkaplanei erst ab 1837 wieder betreut werden.
Nachdem das Stift Neukloster stets unter einer schwachen finanziellen Grundlage gelitten hatte, wurden die wirtschaftlichen Probleme im 19. Jahrhundert so groß, dass es 1881 zu einer Vereinigung mit dem Stift Heiligenkreuz kam. Dies hatte natürlich auch für die Pfarre Muthmannsdorf zur Folge, dass sie von nun an vom Stift Heiligenkreuz betreut wurde: nachdem mit Johann Nepomuk Schlögl (1885–1889) zum letzten Mal ein Konventuale des Stifts Neukloster die Pfarre geleitet hatte, übernahm mit Friedrich Hlawatsch 1889 der erste Pfarrer aus Heiligenkreuz die Pfarrseelsorge.
Zur letzten pfarrlichen Veränderung kam es schließlich 1970, als durch die Gemeindezusammenlegungen die Pfarre Muthmannsdorf auf zwei politische Gemeinden aufgeteilt wurde.

### Kirche und Pfarrhof
Was den Kirchenbau und den Pfarrhof an sich betrifft, so kam es über die Jahrhunderte des Öfteren zu Überschwemmungen bei Hochwässern oder Regenfällen des in einer feuchten Wiese liegenden Pfarrhofes und der Kirche. 1683 wurde der Pfarrhof außerdem im Zuge der osmanischen Einfälle zerstört, die Kirche scheint unversehrt geblieben zu sein. In der ersten Hälfte des 18. Jahrhunderts waren die Pfarrgebäude bereits in einem sehr schlechten Zustand, nach jahrelangen Beschwerden konnte unter Pfarrer Martin Hebau (1859–1861) endlich eine Renovierung des Pfarrhofes erreicht werden.
Auch ab 1986 liefen – nach der Innenrenovierung 1939 – wieder Vorbereitungen für eine größere Kirchenrenovierung an, bei der man einen romanischen Karner in der nördlichen Seitenkapelle entdeckte. Durch Grabungen unter dem Kirchenfußboden konnte außerdem festgestellt werden, dass die romanische Kirche 1437 durch einen gotischen Zubau vergrößert worden war.

### Bevölkerungsentwicklung
| Winzendorf-Muthmannsdorf: Einwohnerzahlen von 1869 bis 2025 | Winzendorf-Muthmannsdorf: Einwohnerzahlen von 1869 bis 2025 | Winzendorf-Muthmannsdorf: Einwohnerzahlen von 1869 bis 2025 | Winzendorf-Muthmannsdorf: Einwohnerzahlen von 1869 bis 2025 | Winzendorf-Muthmannsdorf: Einwohnerzahlen von 1869 bis 2025 |
| ----------------------------------------------------------- | ----------------------------------------------------------- | ----------------------------------------------------------- | ----------------------------------------------------------- | ----------------------------------------------------------- |
| Jahr                                                        |                                                             |                                                             |                                                             | Einwohner                                                   |
| 1869                                                        | 1869                                                        |                                                             | 929                                                         | 929                                                         |
| 1880                                                        | 1880                                                        |                                                             | 958                                                         | 958                                                         |
| 1890                                                        | 1890                                                        |                                                             | 1.015                                                       | 1.015                                                       |
| 1900                                                        | 1900                                                        |                                                             | 1.129                                                       | 1.129                                                       |
| 1910                                                        | 1910                                                        |                                                             | 1.117                                                       | 1.117                                                       |
| 1923                                                        | 1923                                                        |                                                             | 1.349                                                       | 1.349                                                       |
| 1934                                                        | 1934                                                        |                                                             | 1.297                                                       | 1.297                                                       |
| 1939                                                        | 1939                                                        |                                                             | 1.320                                                       | 1.320                                                       |
| 1951                                                        | 1951                                                        |                                                             | 1.446                                                       | 1.446                                                       |
| 1961                                                        | 1961                                                        |                                                             | 1.496                                                       | 1.496                                                       |
| 1971                                                        | 1971                                                        |                                                             | 1.594                                                       | 1.594                                                       |
| 1981                                                        | 1981                                                        |                                                             | 1.561                                                       | 1.561                                                       |
| 1991                                                        | 1991                                                        |                                                             | 1.529                                                       | 1.529                                                       |
| 2001                                                        | 2001                                                        |                                                             | 1.711                                                       | 1.711                                                       |
| 2011                                                        | 2011                                                        |                                                             | 1.859                                                       | 1.859                                                       |
| 2021                                                        | 2021                                                        |                                                             | 1.864                                                       | 1.864                                                       |
| 2025                                                        | 2025                                                        |                                                             | 1.859                                                       | 1.859                                                       |
| Quelle(n): Statistik Austria, Gebietsstand 1.1.2021         |                                                             |                                                             |                                                             |                                                             |

### Religion
Nach den Daten der Volkszählung 2001 sind 77,6 % der Einwohner römisch-katholisch und 2,9 % evangelisch. 3,7 % sind Muslime, 0,7 % gehören orthodoxen Kirchen an. 12,7 % der Bevölkerung haben kein religiöses Bekenntnis.

## Kultur und Sehenswürdigkeiten

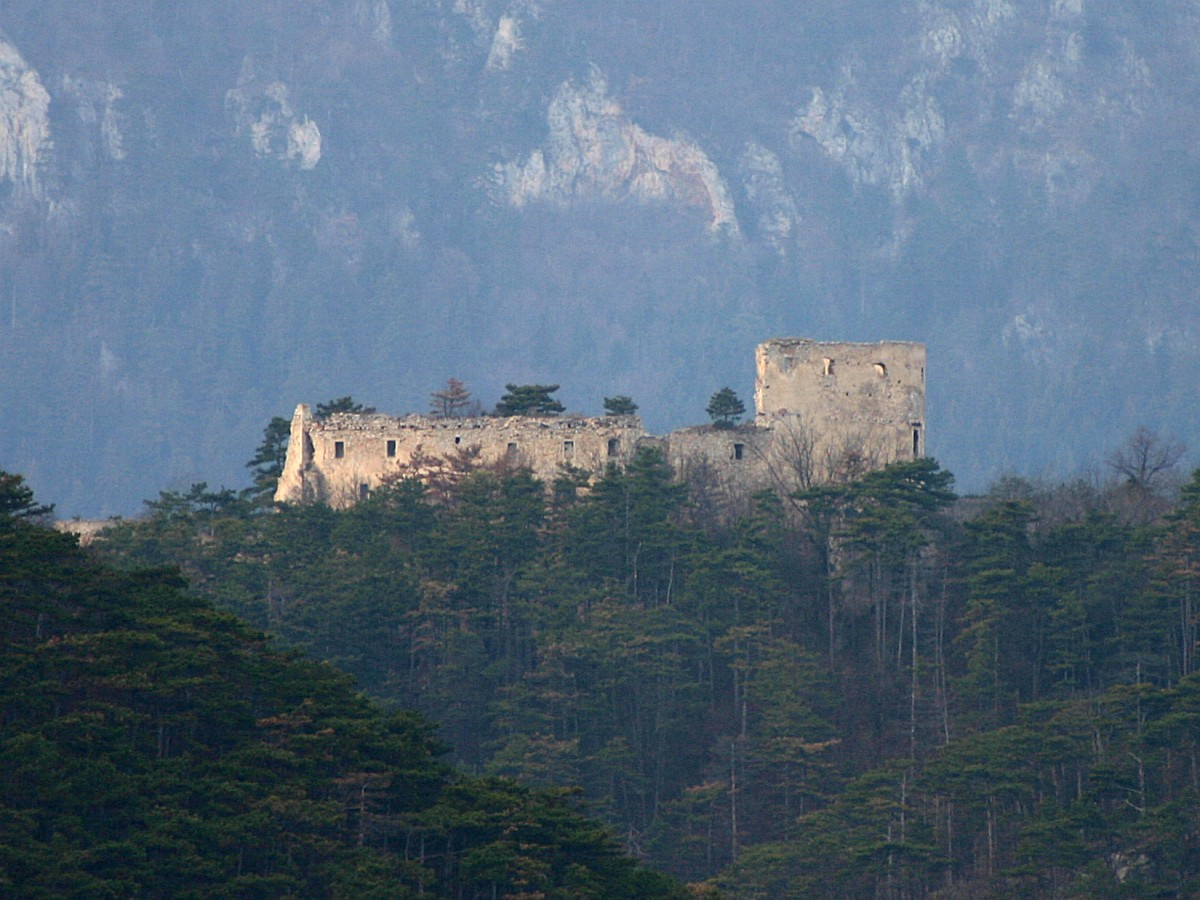
Burgruine Emmerberg von Südwest gesehen

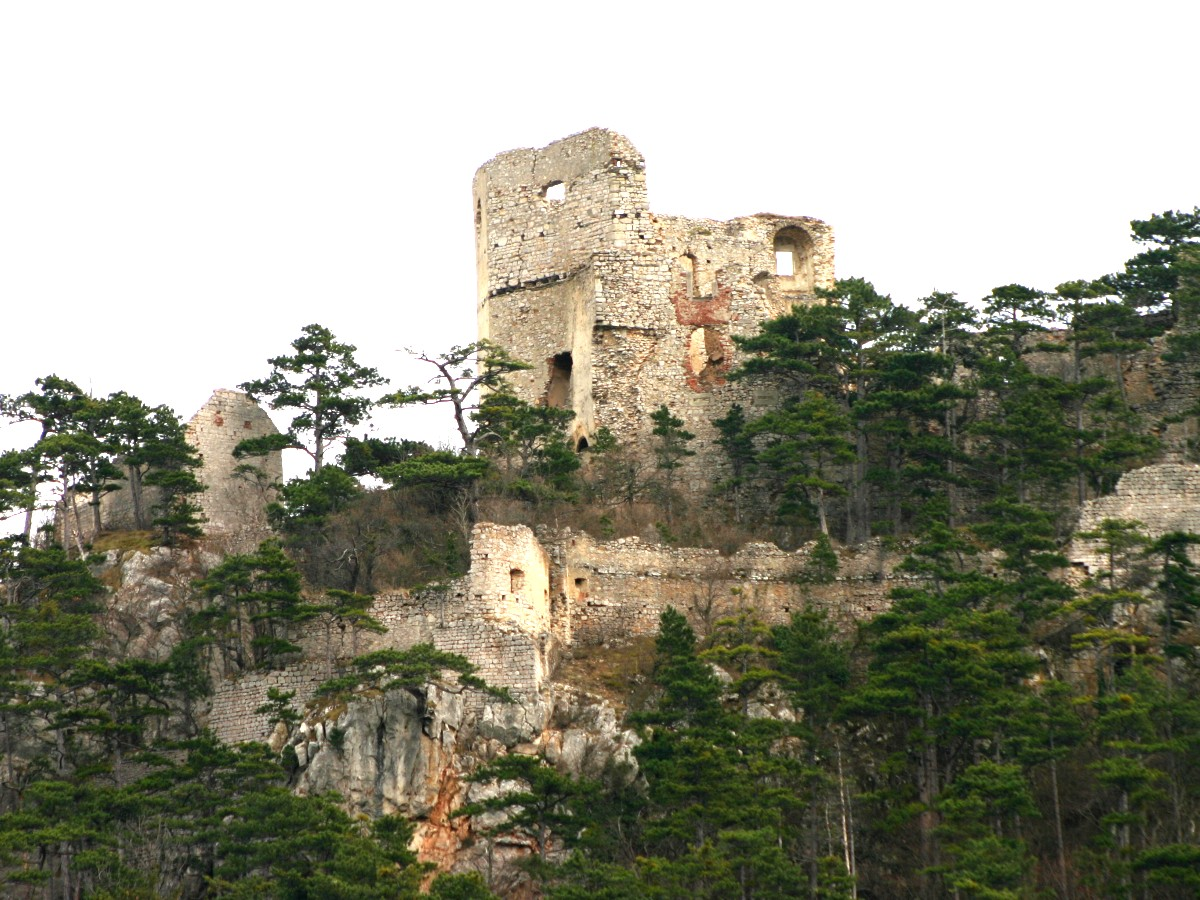
Burgruine Emmerberg von Nordost gesehen

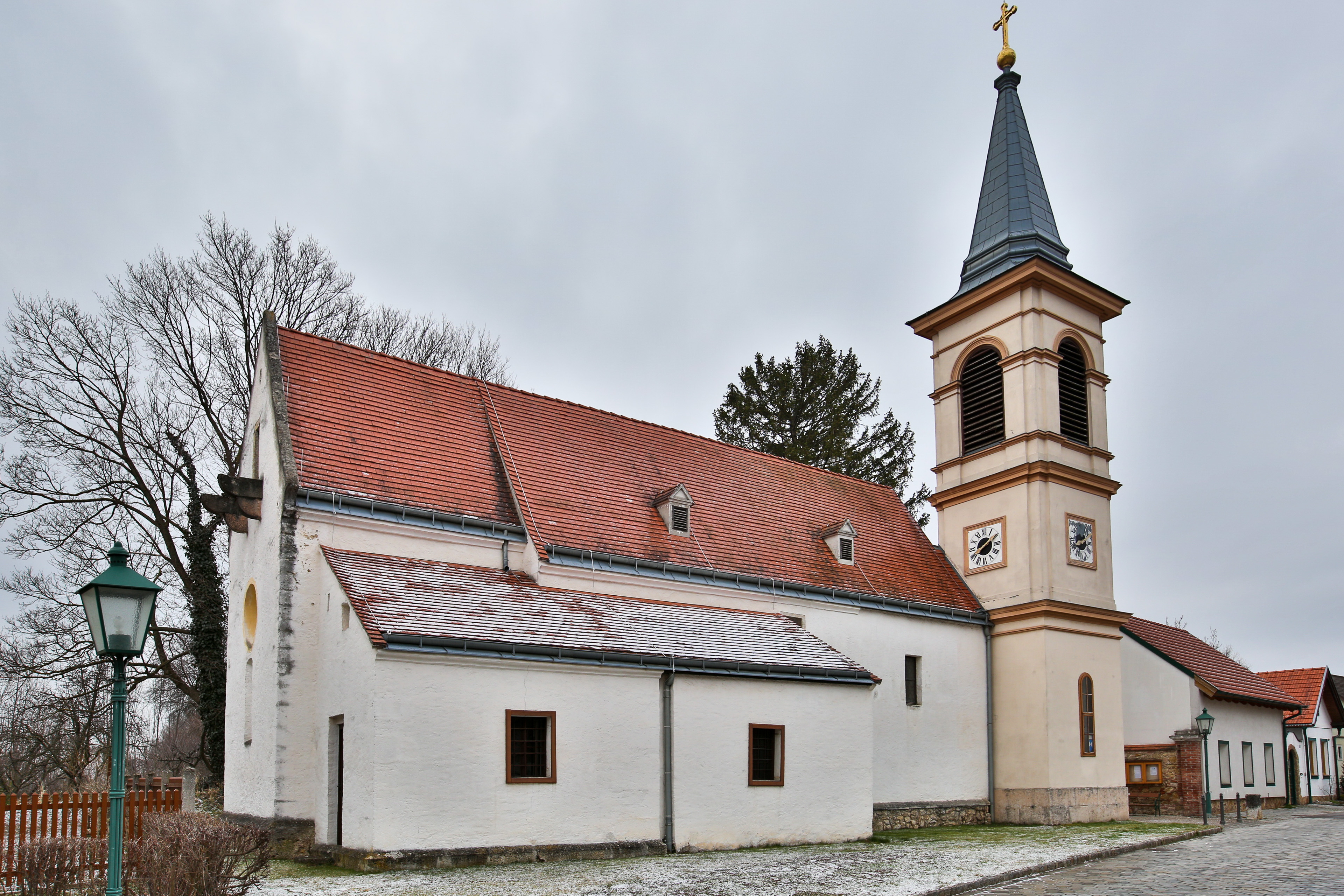
Filialkirche Mariä Himmelfahrt in Winzendorf

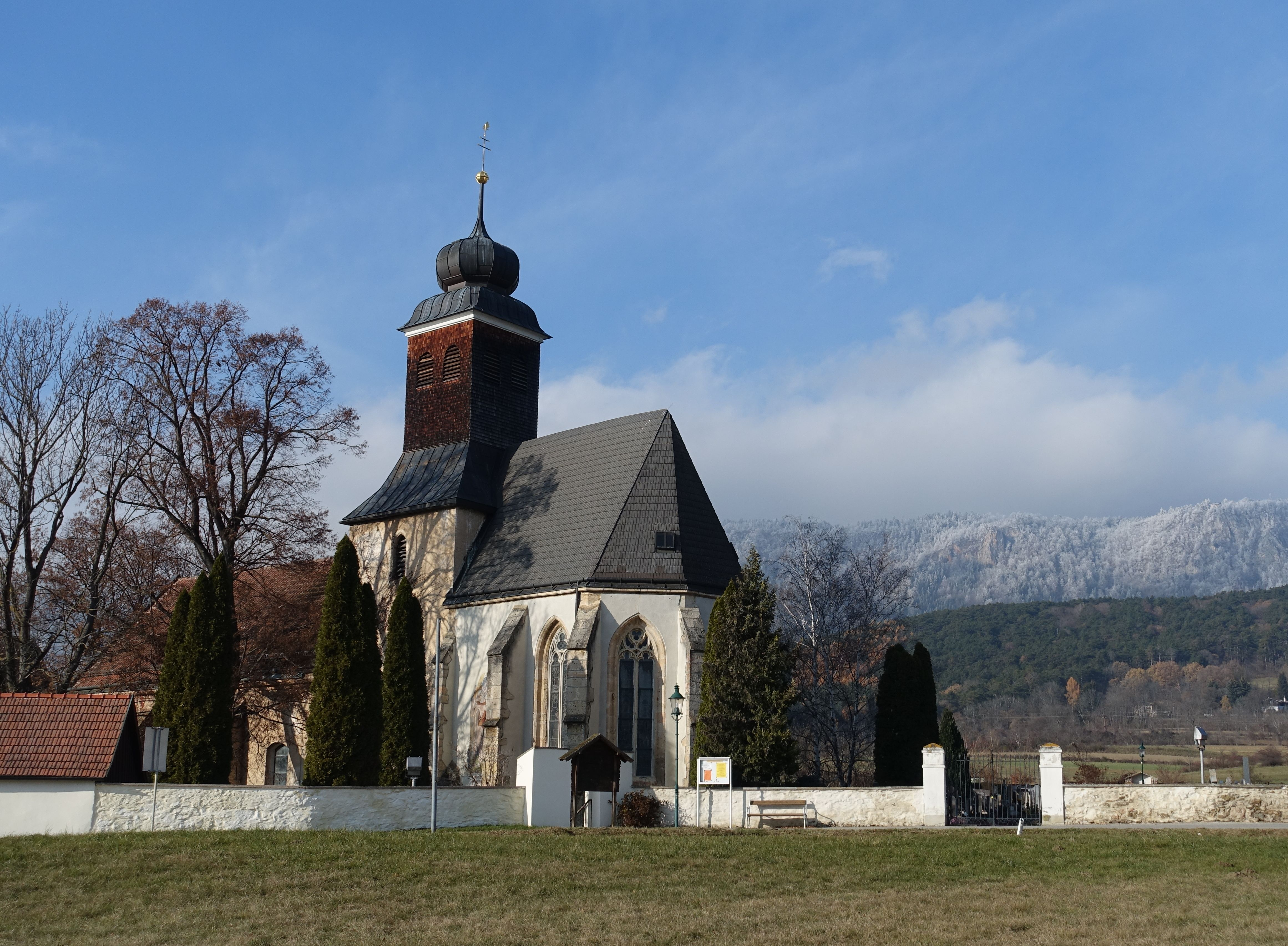
Pfarrkirche Sankt Peter im Moos in Muthmannsdorf

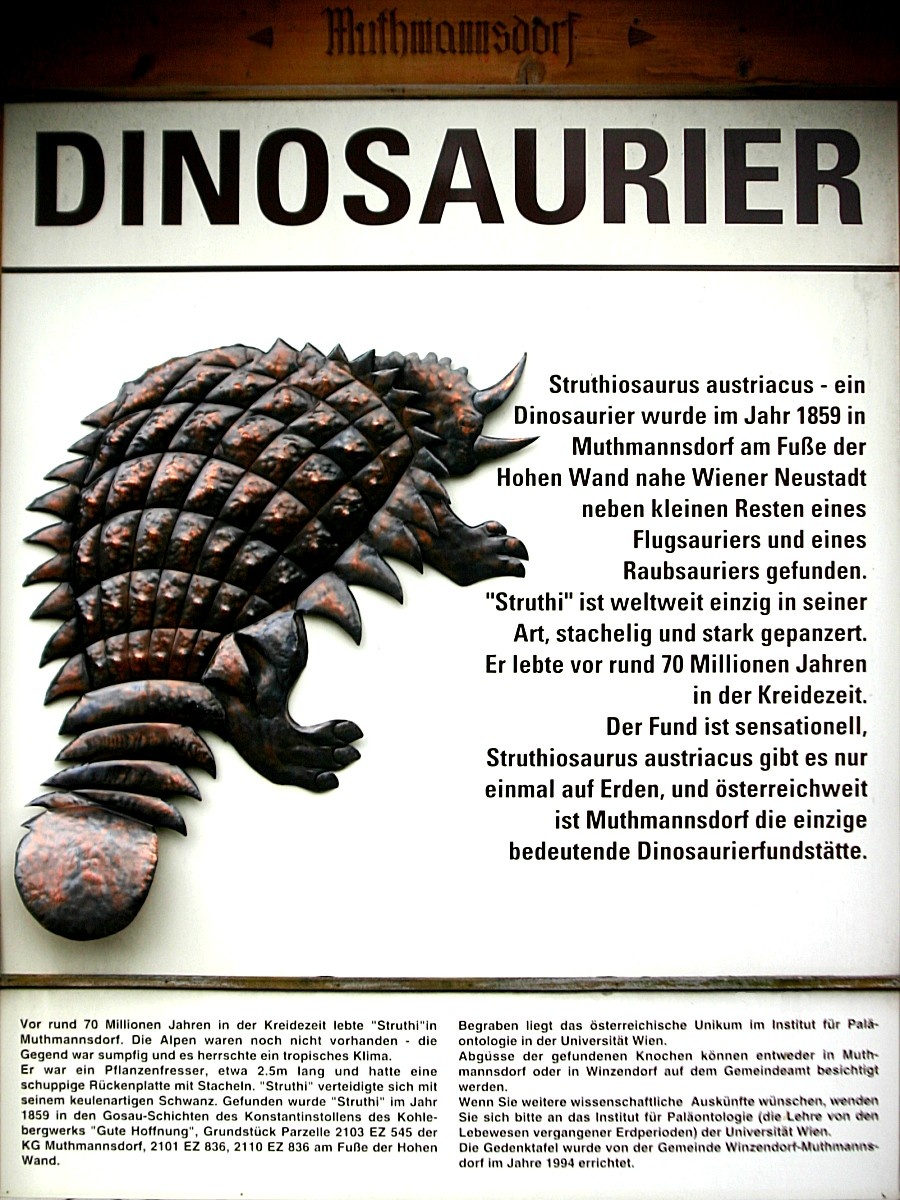
Saurier-Gedenktafel

- Burgruine Emmerberg: Die einst mächtige Burg wurde 1170 mit Durinch de Emberberch erstmals urkundlich erwähnt. Sie wurde nahe der Prossetschlucht auf einem Bergrücken errichtet und hatte die Aufgabe, den Eingang in die „Neue Welt“ (die Senke zwischen der Hohen Wand und den Fischauer Vorbergen) durch die Prosset zu bewachen und erforderlichenfalls zu sperren. Darüber hinaus sollte sie der Bevölkerung der umliegenden Siedlungen als Zufluchtsort Schutz bieten. Nicht zuletzt war die Burg Emmerberg Signalstation in der Kette der Wehrbauten im Bereich der „Neuen Welt“, die alle in Sichtverbindung errichtet wurden und die dazu beigetragen haben, das südöstliche Niederösterreich zu sichern. Im Jahr 1249 wird die Burg Emmerberg als „Burg, castrum“ bezeichnet. Als Burgherren sind die Emmerberger, Wolfenreut, Teufel, Brassican Spaur und Heußensteiner zu nennen. Der Sage nach wurde die Burg, auf Grund des steten Wassermangels, mit Wein gebaut, den die Zinsbauern in Eimern zutragen mussten. Die Burg Emmerberg war bis 1760 bewohnt. Seitdem ist sie dem Verfall preisgegeben, der vor allem in den letzten 20 Jahren bedenklich vorangeschritten ist. Heute darf das in privatem Besitz befindliche Gelände der Burgruine wegen offensichtlicher Baufälligkeit nicht mehr betreten werden.

- Katholische Filialkirche Winzendorf Mariä Himmelfahrt: Um ca. 1300 wird im Ortsteil Winzendorf die zur Mutterpfarre Sankt Egyden gehörende Pfarrkirche Mariä Himmelfahrt errichtet. Die Bauherren sind nicht bekannt, doch dürfte die Kirche entweder vom steirischen Adelsgeschlecht der Stubenberger oder vom ritterlichen Geschlecht Teufel errichtet worden sein. Der Kirche, die damals zur Erzdiözese Salzburg gehörte, wurde später das Begräbnisrecht für die Pfarre eingeräumt, wozu sie mit einem Karner ausgestattet wurde. 1776 wurde auf der Verlängerung des Langhauses ein überdimensionierter Kirchturm aufgesetzt, der im Volksmund die Bezeichnung „Mugl-Trumm-Thurm“ erhielt. Bereits 1882 musste der Turm wegen Baufälligkeit abgetragen werden. 1885 wurde der heutige neue Kirchturm errichtet. Ebenfalls im 19. Jahrhundert wurde die Kirchhofmauer abgetragen. In der Kirche befindet sich die Familiengruft der Ritter von Teufel, an die außerdem eine Reihe von Epitaphien erinnert. Herz und Eingeweide der 1594 in Wiener Neustadt verstorbenen Herzogin Elisabeth von Sachsen sind ebenfalls hier beigesetzt. Nach Errichtung der neuen Pfarrkirche (siehe gleich unten) wurde die alte Kirche durch die Eigeninitiative der Bürger vor dem Verfall gerettet und ab 1985 restauriert; am 15. August 1990 (Maria Himmelfahrt) wurde sie wieder als Filialkirche geweiht.

- Katholische Pfarrkirche Winzendorf hl. Josef der Arbeiteri: Nachdem die „Alte Kirche“ den Anforderungen nicht mehr entsprochen hatte, wurde im heutigen Ortszentrum die „Neue Kirche“ mit dem Pfarrzentrum errichtet. Es handelt sich um eine moderne Anlage, die von den Wiener Architekten Karl und Eva Mang entworfen wurde. Die einzelnen Baukörper sind funktionsbezogen, wobei jener des Kirchensaales dominiert. Die Fassaden sind durch Stahlbeton und Klinkermauerwerk geprägt. Der annähernd quadratische Innenraum der Kirche mit Rundung im Altarbereich wird durch die Baustoffe Beton, Klinkerziegel und Holz bestimmt.

- Pfarrkirche St. Peter im Moos in Muthmannsdorf

- Mithrasstein: Im Ortsgebiet südlich von Winzendorf wurden zwei Altäre und Bruchstücke eines aus der Römerzeit (2. und 3. Jahrhundert) stammenden Mithrasreliefs sowie Mauerzüge einer vermutlich römischen Villa und Kleingegenstände einer Ansiedlung und Skelettgräber gefunden. Der Reliefstein ist im Keller des neuadaptierten Stadtmuseums in Wiener Neustadt zu besichtigen.

- Saurierfundstätte: Muthmannsdorf ist die einzige bedeutende Dinosaurier-Fundstätte Österreichs. Der Geologe Ferdinand Stolicka und der Paläontologe Eduard Suess untersuchten 1859 das Kohlenbergwerk „Gute Hoffnung“. Nach dem Fund eines Reptilienzahnes stießen sie auf den „Struthiosaurus Austriacus“. Seit 1994 werden Abgüsse der Funde in einem Schaukasten in Muthmannsdorf präsentiert. In beiden Ortsteilen sind heute Schautafeln und Schaukästen angebracht. Die originalen Fundstücke der Flugsaurier von Muthmannsdorf sind im Saal 8 des Naturhistorischen Museums in Wien untergebracht. Eine Computertomographie des gut erhaltenen Gehirnschädels zeigte, dass der bis zu vier Meter lange Pflanzenfresser eine eingeschränkte Mobilität hatte und schwerhörig war.[20] Bei keinem Dinosaurier wurde bisher eine kürzere Gehörschnecke festgestellt.[21] Die eingeschränkte Interaktionsmöglichkeiten des nur durch massive Knochenplatten und lange Stacheln im Hals- und Schulterbereich geschützten Tieres deuten auf ein Leben als Einzelgänger.

### Festspiele Winzendorf
Zu den Festspielen Winzendorf gehören:
- Karl-May-Festspiele Winzendorf mit der Karl May Westernwelt: Der ehemalige, stillgelegte Kalksteinbruch wurde ab 1993 zu einer erfolgreichen Bühne für die jährlich stattfindenden Karl-May-Festspiele adaptiert. Als Differenzen zwischen dem Obmann des veranstaltenden „MTC–Kulturvereins Winzendorf“ und der Gemeinde auftraten, standen die Aufführungen im Jahr 2007 vorübergehend in Frage. Nunmehr konnte Dr. Anton Rohrmoser als neuer Veranstalter gewonnen werden, der mit seinem Team im Sommer 2007 den „Schatz im Silbersee“ zur Aufführung brachte. Vor dem Frühjahr 2012 wurde die Anlage generalsaniert, der Zuschauerraum und die Bühne überdacht und die Westernstadt erneuert.[22]
- Musicalsommer Winzendorf, welches auch der gleichen Bühne stattfindet wie die Karl-May-Festspiele

### Naturdenkmäler
- Schirmföhre am Eingang zur Prossetschlucht.

## Wirtschaft und Infrastruktur
Im Jahr 2001 gab es 73 nichtlandwirtschaftliche Arbeitsstätten; 46 land- und forstwirtschaftliche Betriebe nach der Erhebung 1999. Die Zahl der Erwerbstätigen am Wohnort betrug 777 nach der Volkszählung 2001. Die Erwerbsquote lag 2001 bei 46,81 Prozent.

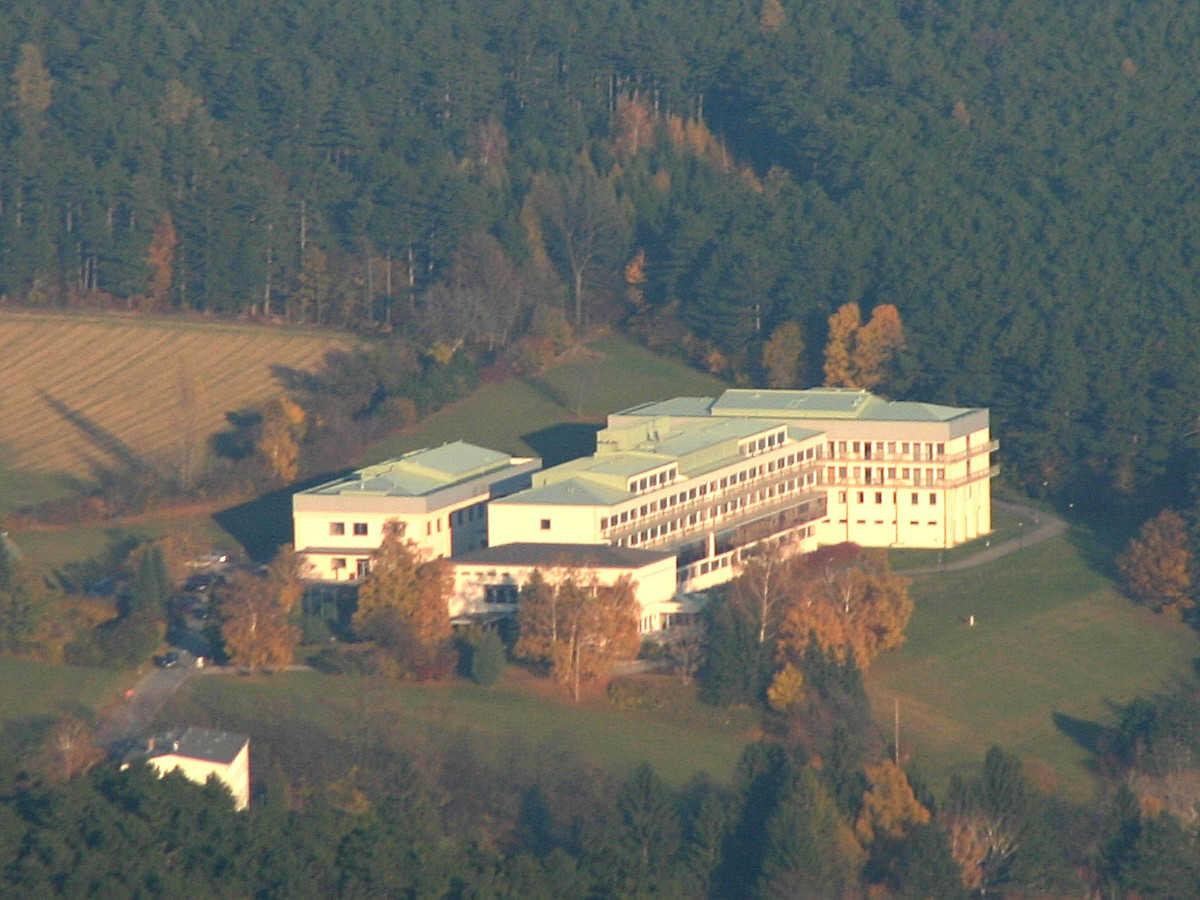
Die Heilanstalt Felbring am Fuße der Hohen Wand gehört zur Gemeinde Winzendorf-Muthmannsdorf

Größter Wirtschaftsfaktor der Gemeinde Winzendorf-Muthmannsdorf ist die am Fuße der Hohen Wand gelegene Sonderkrankenanstalt Felbring. Das Rehabilitationszentrum wird von der Pensionsversicherungsanstalt betrieben und weist 106 Einzelzimmer auf. In Felbring werden vorwiegend Herz-/Kreislauferkrankungen behandelt und therapiert.

### Gastronomie
Die Marktgemeinde Winzendorf-Muthmannsdorf weist eine bemerkenswerte Gastronomie auf. Mit dem „Gasthaus auf dem Lande“ Schmutzer (zwei Hauben nach Gault Millau Österreich) und dem „Puchegger Wirt“ (eine Haube nach Gault Millau Österreich) weist der Ort gleich zwei Restaurants der Spitzenklasse auf. Das Gasthaus Schmutzer wurde im Februar 2007 darüber hinaus mit dem Prädikat „Top Wirt des Jahres“ vom Land Niederösterreich ausgezeichnet. Darüber hinaus stehen den Gästen drei weitere Restaurants, eine Pizzeria und ein Café zur Verfügung.
Erwähnenswert ist auch die „Erste Öko-Bierbrauerei“ Österreichs, die in einem mittelalterlich anmutenden Sudhaus das beliebte naturtrübe „Emmerberg-Bräu“ herstellt.

### Öffentliche Einrichtungen
In der Gemeinde gibt es eine Volksschule und eine Mittelschule.

### Sport
- Bogenschützen: Bogenclub Emmerberg
- Fußball: Sportverein Winzendorf-Muthmannsdorf
- Stocksport: Stockschützenverein Winzendorf-Muthmannsdorf
- Tennis: Tennisverein Winzendorf-Muthmannsdorf
- Turnen: Damenturnverein Winzendorf-Muthmannsdorf

## Politik

### Gemeinderat
Der Gemeinderat hat 19 Mitglieder.
- Mit den Gemeinderatswahlen in Niederösterreich 1990 hatte der Gemeinderat folgende Verteilung: 12 UBL, 4 SPÖ und 3 ÖVP.
- Mit den Gemeinderatswahlen in Niederösterreich 1995 hatte der Gemeinderat folgende Verteilung: 14 UBL, 3 ÖVP und 2 SPÖ.[25]
- Mit den Gemeinderatswahlen in Niederösterreich 2000 hatte der Gemeinderat folgende Verteilung: 11 UBL, 4 ÖVP, 3 SPÖ und 1 FPÖ.[26]
- Mit den Gemeinderatswahlen in Niederösterreich 2005 hatte der Gemeinderat folgende Verteilung: 10 UBL, 6 SPÖ und 3 ÖVP.[27]
- Mit den Gemeinderatswahlen in Niederösterreich 2010 hatte der Gemeinderat folgende Verteilung: 9 UBL, 6 SPÖ, 3 ÖVP und 1 FPÖ.[28]
- Mit den Gemeinderatswahlen in Niederösterreich 2015 hatte der Gemeinderat folgende Verteilung: 10 UBL (Unabhängige Bürgerliste), 6 SPÖ, 2 ÖVP und 1 FPÖ.[29]
- Mit den Gemeinderatswahlen in Niederösterreich 2020 hatte der Gemeinderat folgende Verteilung: 13 Unabhängige Bürgerliste (ÖVP), 5 SPÖ und 1 FPÖ.[30]
- Mit den Gemeinderatswahlen in Niederösterreich 2025 hat der Gemeinderat folgende Verteilung: 13 Unabhängige Bürgerliste (ÖVP), 4 SPÖ und 2 FPÖ.[31]

### Bürgermeister
Winzendorf
- 1945–1946 Alois Greiner
- 1947–1950 Josef Wallner
- 1950–1968 Georg Nicolini
- 1968–1969 Johann Geiger

Muthmannsdorf
- 1945–1958 Karl Schebesta
- 1958–1965 Rupert Krenn
- 1965–1969 Johann Klauser-Kamper

Winzendorf-Muthmannsdorf
- 1970–1986 Johann Geiger
- 1987–1992 Franz Seiser
- 1993–? Andreas Rodler
- bis 2014 Heinrich Kofler (UBL)
- 2014–2024 Ernestine Sochurek/Ernestine Kostak (UBL)[33]
- seit 30. September 2024 Peter Mayer (UBL)[34]

### Wappen
Die Blasonierung des Wappens der Marktgemeinde Winzendorf-Muthmannsdorf lautet wie folgt:
„Schrägrechts geteilt von Rot und Blau; in Rot ein silbernes Hifthorn mit grüner Schnur, in Blau ein silberner Eimer.“
Zur Gestaltung des Gemeindewappens wurden zwei Familienwappen als Grundlage herangezogen.
Die Wappenverleihung erfolgte 1977 anlässlich der Feierlichkeiten zur Markterhebung.

## Persönlichkeiten

### Ehrenbürger
- Eduard Herzog (1859–1949): Oberlehrer Eduard Herzog der Gemeinde Winzendorf, Protokollführer und später Gemeindesekretär. Er legte ein Gemeindearchiv und eine Schulchronik an, die jedoch beide verschollen sind.[35]
- Georg Nicolini (1891–1972)[35]: Erstmals trat Georg Nicolini 1920 als Ortsbildungsrat in Erscheinung. Nachdem er zwischenzeitlich nach Wöllersdorf übersiedelt war, war Nicolini von 1950 bis 1968 Bürgermeister der Gemeinde Winzendorf.[36]

### Mit der Gemeinde verbundene Persönlichkeiten
- Erich Bouvier (1850–unbekannt), Turner und Turnfunktionär
- Gisa Wurm (1885–1957), Schauspielerin
- Erwin Reidinger (* 1942), Bauingenieur und Bauanalytiker mit Forschungsschwerpunkt  Archäoastronomie und Achsknick-Forschung